# Birčna vas

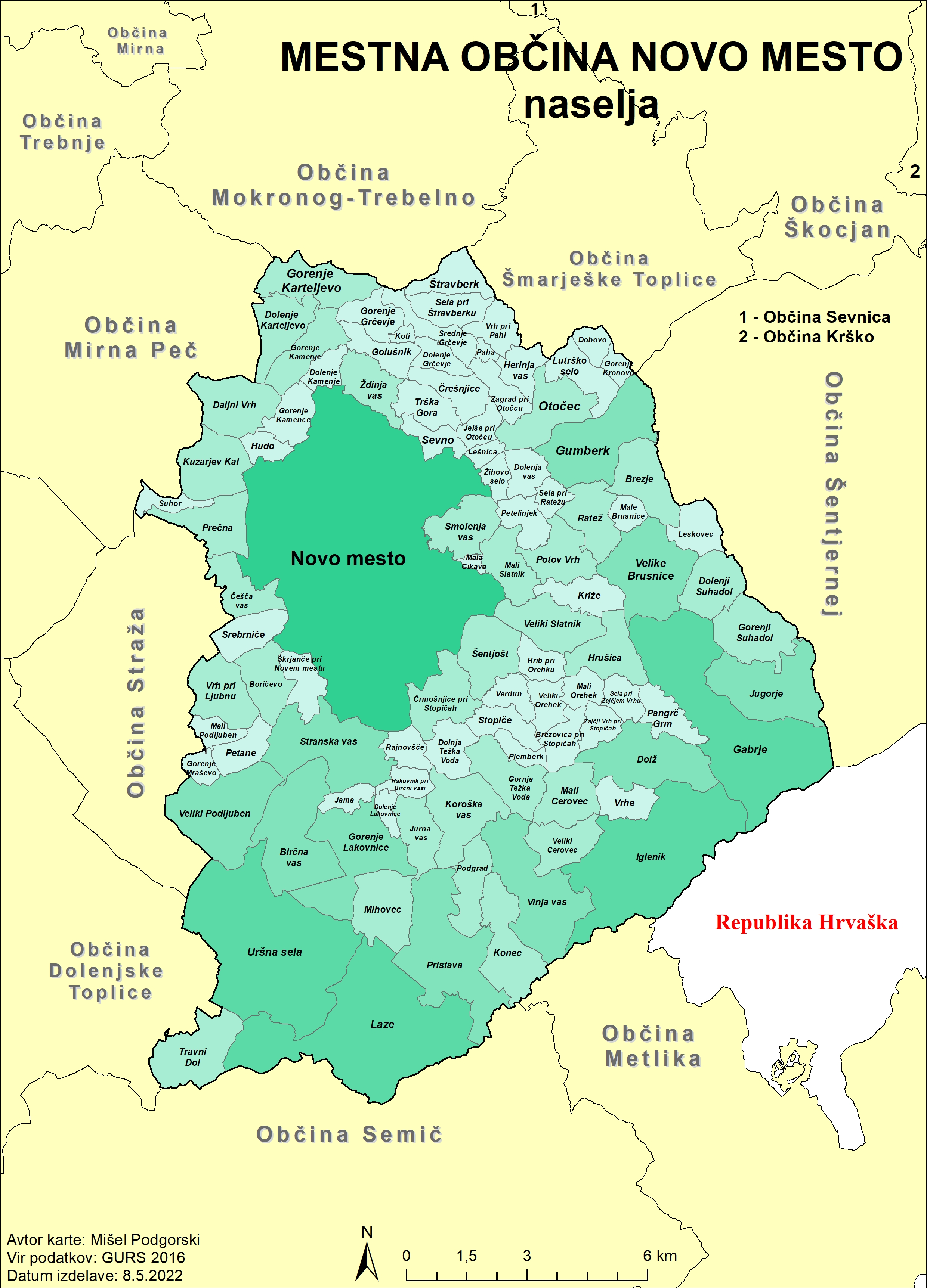
Ortschaften der Stadtgemeinde Novo mesto

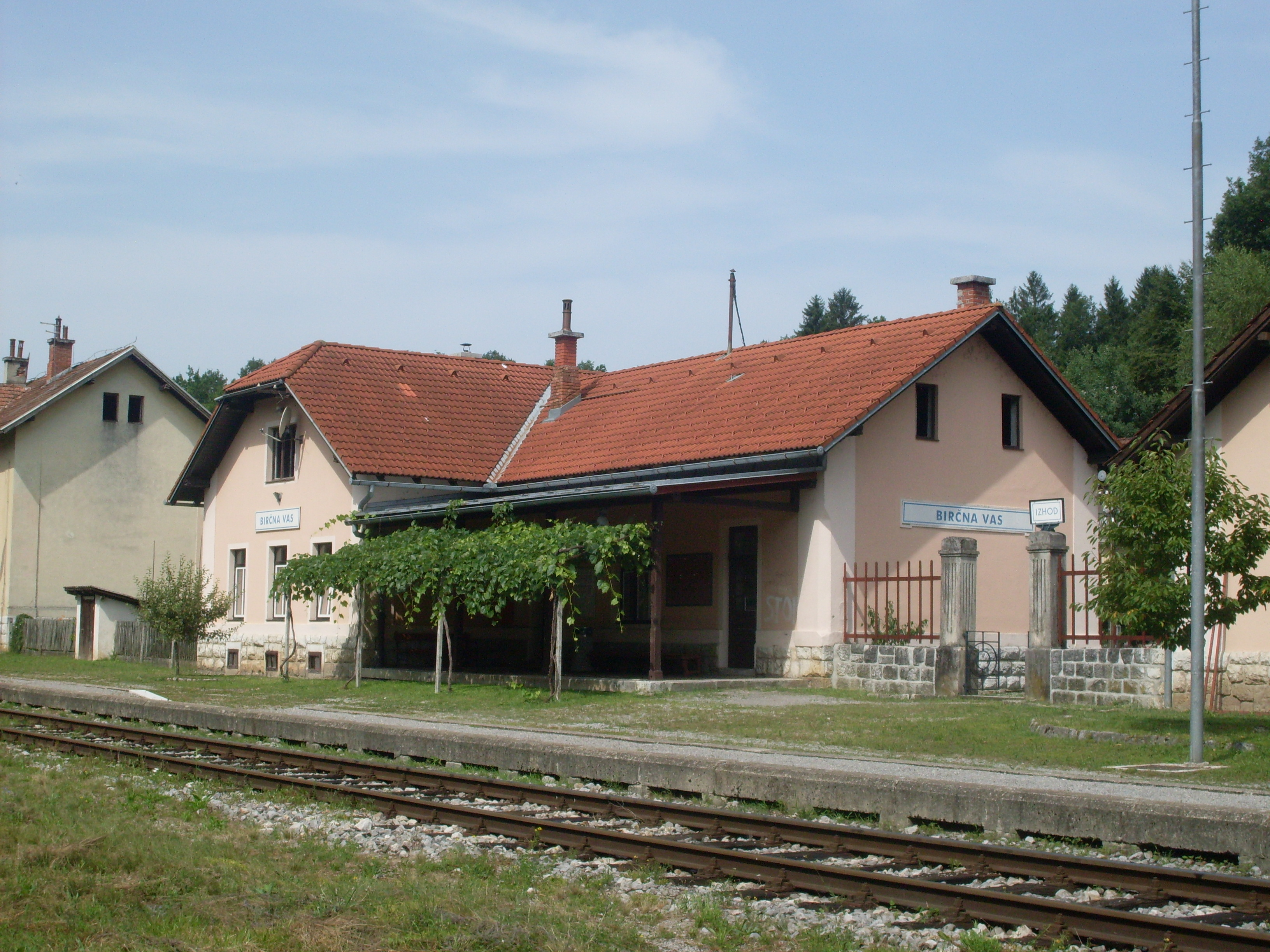
Bahnhof Birčna vas

Birčna vas (deutsch: Wirtschendorf) ist der Name einer Ortschaft und der gleichnamigen Ortsgemeinschaft (Krajevna skupnost) in der slowenischen Stadtgemeinde Novo mesto im Südosten des Landes.

## Ortsgemeinschaft
Zur Ortsgemeinschaft gehören die Siedlungen Birčna vas, Dolenje Lakovnice, Gorenje Lakovnice, Gorenje Mraševo, Jama, Mali Podljuben, Petane, Rajnovšče, Rakovnik pri Birčni vasi, Stranska vas, Veliki Podljuben, Uršna sela (Teile) und Vrh pri Ljubnu.

## Geschichte
Der Ort war im 15. Jahrhundert unter der Bezeichnung Wericzendorf bekannt.

## Lage
Der Ort liegt an der Zugstrecke von Ljubljana nach Metlika.